# Žltá stena
Žltá stena (česky Žlutá stěna) je navzdory názvu horský vrchol ve Vysokých Tatrách, z něhož spadá do Malé Studené doliny výrazná stěna nažloutlé barvy. Zbarvení pochází od zbytků mechů. K její horolezecké popularitě kromě kolmé skály s výběrem mnoha těžkých cest přispívá i blízkost Téryho chaty.

## Topografie
Jedná se o nízký vrchol v závěru žebra, vybíhajícího z Prostredného hrotu. Stěna je rozdělena na dvě části - severovýchodní a severozápadní. Leze se jen po té první, která má výšku 180 m. Od masivu Prostredného hrotu ji odděluje štěrbina za Žlutou stěnou.

## Několik zajímavých výstupů
- 1901 První výstup normální cestou, M. Benkó, J. Déry a J. Hundsdorfer st.
- 1943 Prvovýstup S. Cagašík a Š. Česle, VI.
- 1968 Prvovýstup pilířem M. Orolin a M. Kriššák, V + A2.

K nejtěžším cestám patří Diretissima s polskou variantou, 8-/ 8.

## Galerie

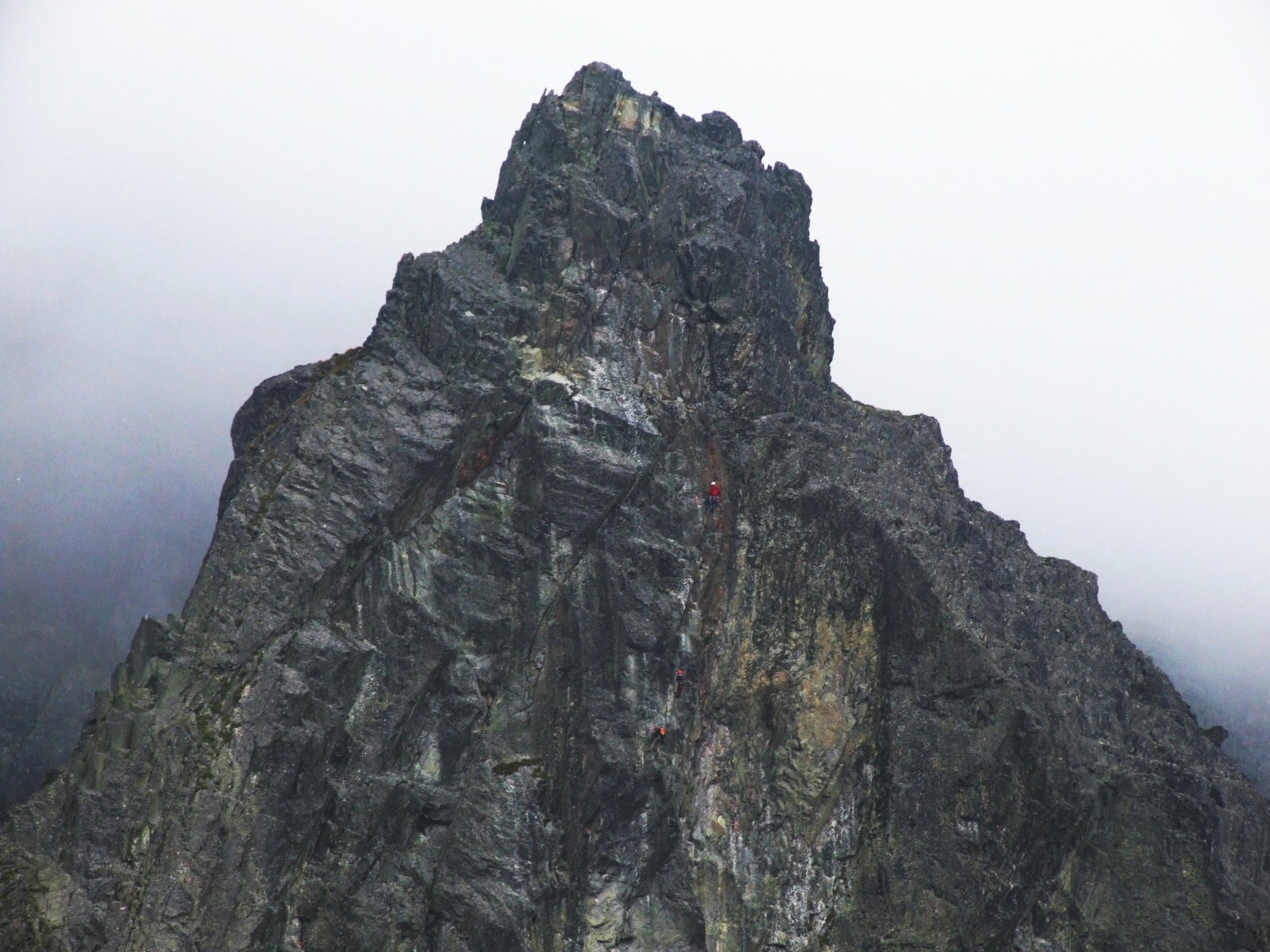
Vrchol, pod ním horolezci v Diretissimě.
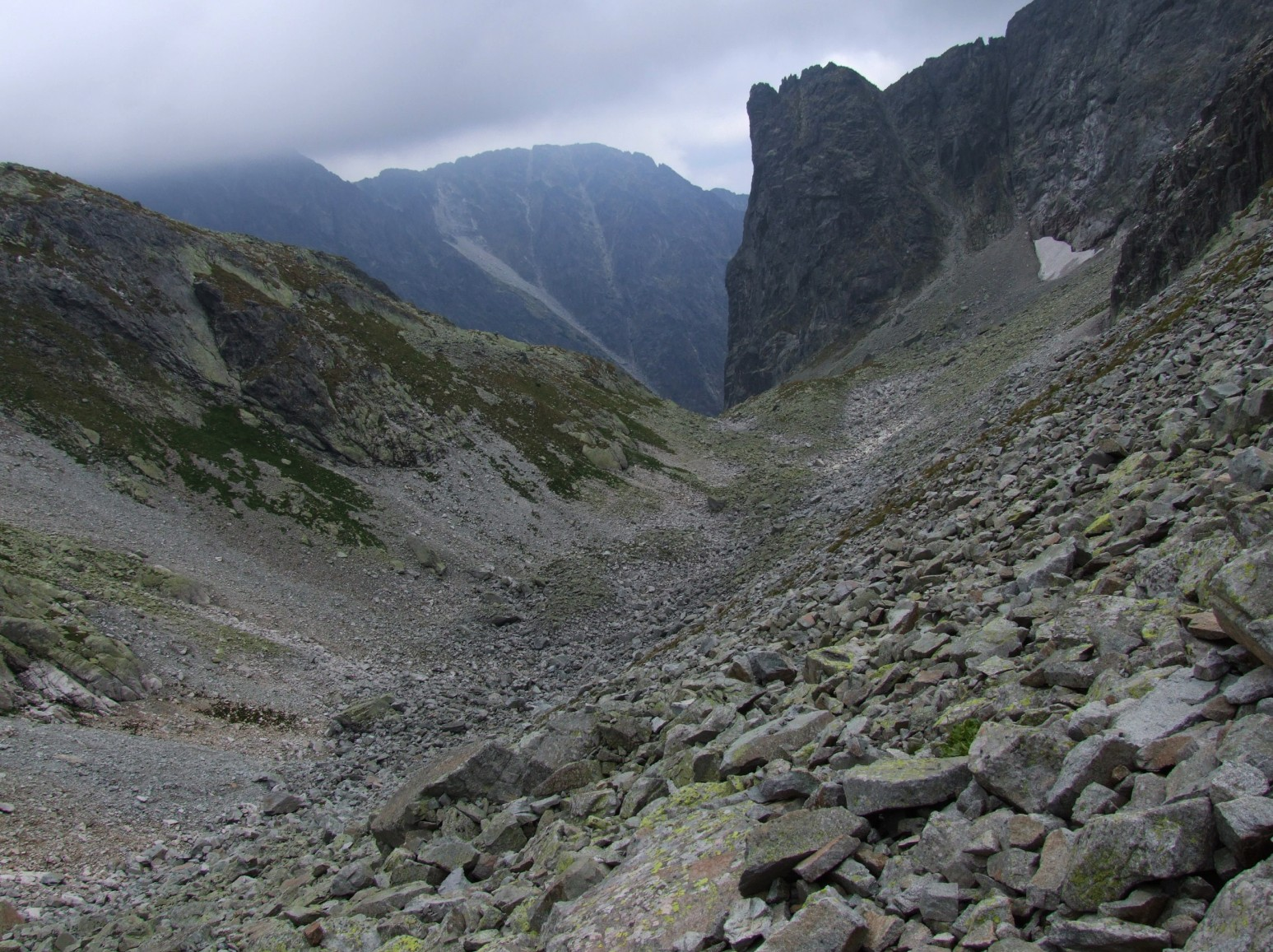
Žlutá stěna, vzadu Lomnický hrebeň.
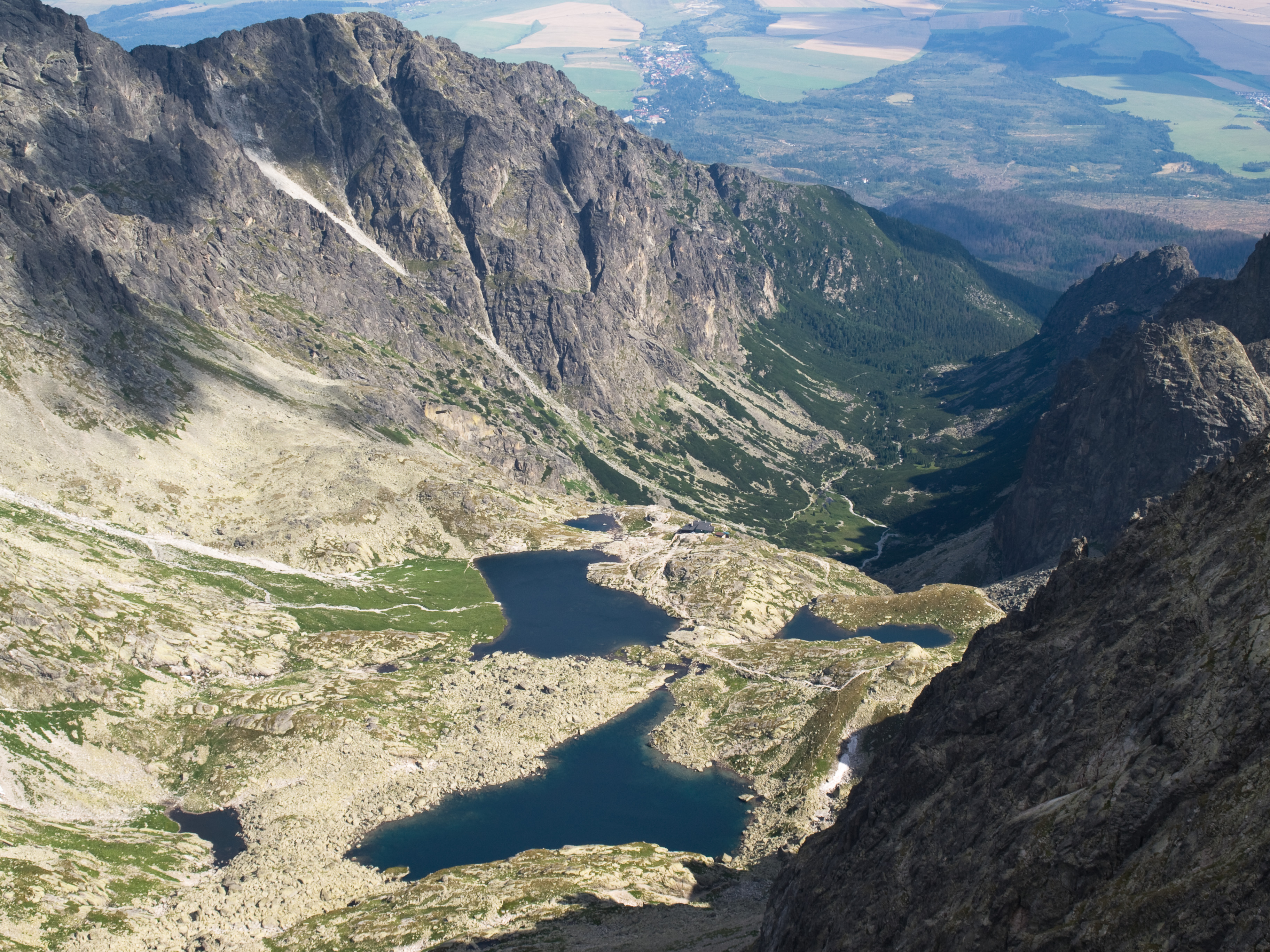
Pohled z Ľadového štítu na päť spišských plies, vpravo Žlutá stěna a ještě dále Oštepy.
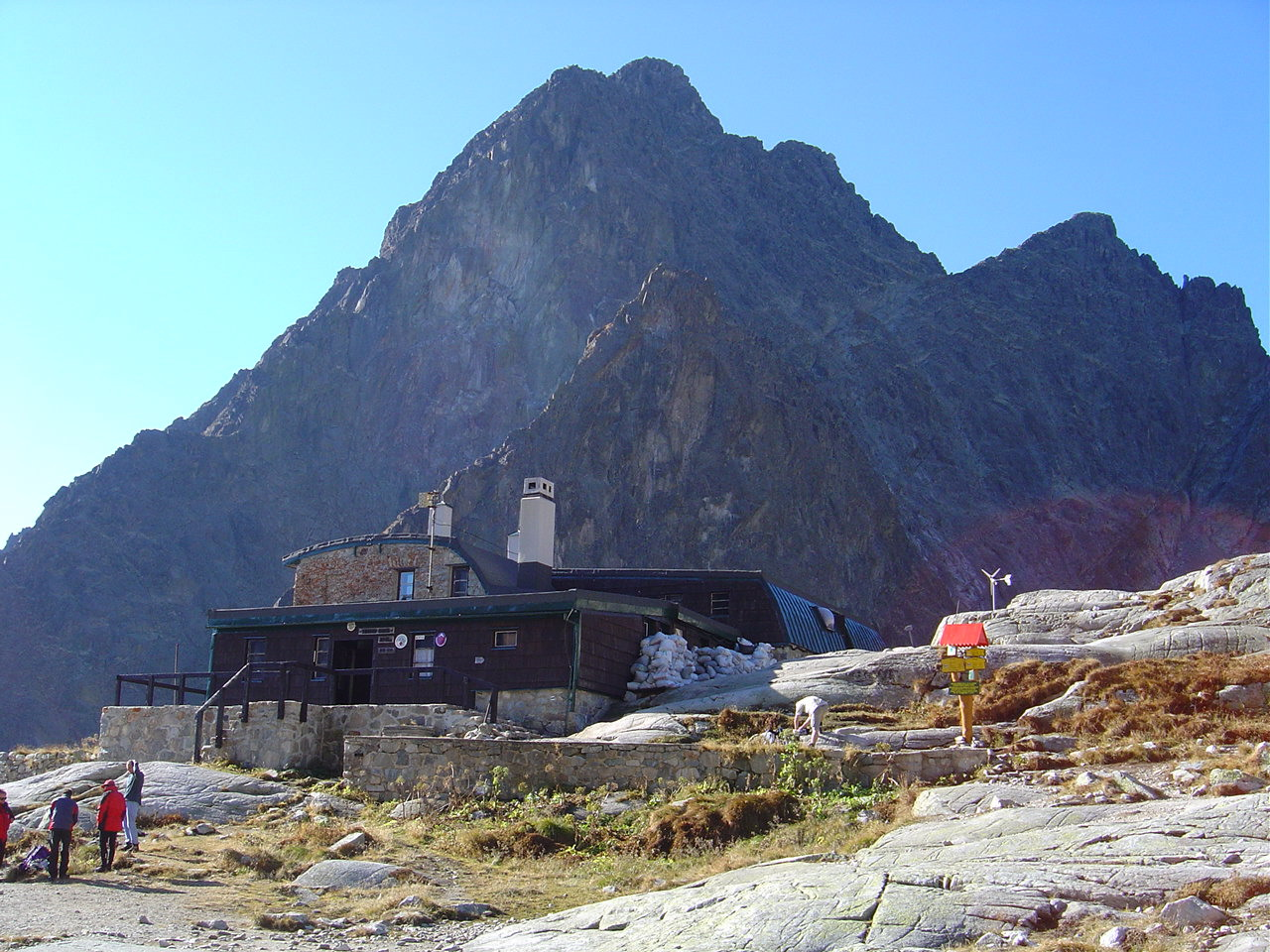
Mezi Téryho chatou a Prostredným hrotem trochu vidět Žlutou stěnu.
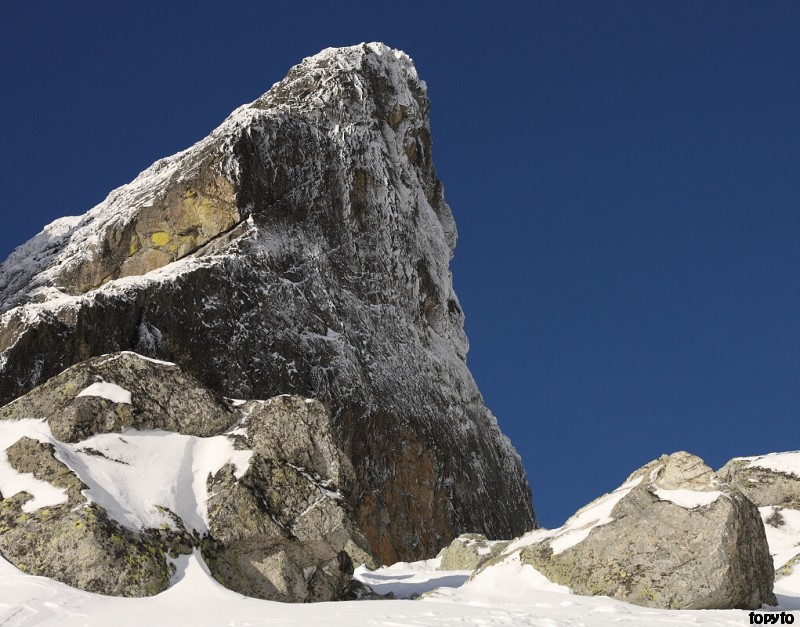
Žlutá stěna.